# Theodor Vogeler
Theodor Vogeler (* 23. Juli 1900 in Hamburg; † 22. Dezember 1975 in West-Berlin) war ein deutscher Schauspieler.

## Leben
Theodor Vogeler wurde als Sohn des Schauspielers Heinrich Vogeler geboren. Er besuchte ein humanistisches Gymnasium und ließ sich nach seiner Schulzeit zum Bühnentechniker, Balletttänzer und Schauspieler ausbilden. Sein Bühnendebüt gab er 1920 in Bautzen, daran anschließend begann er, Germanistik, Theaterwissenschaften und Kunstgeschichte in Berlin und Rostock zu studieren. Vogeler war dann ab 1923 an verschiedenen Provinzbühnen als Schauspieler, Regisseur, Dramaturg und Bühnenbildner verpflichtet. Im Kriegsjahr 1941 wurde er von Heinrich George an das Berliner Schillertheater geholt. Nach dem Krieg setzte Vogeler seine Laufbahn vorwiegend an Bühnen im westlichen Teil Berlins fort, so erneut am Schiller-Theater und am Schlosspark Theater.
1938 spielte Vogeler erstmals vor der Kamera. 1942 hatte er kleinere Rollen in Filmen wie Rembrandt und Fronttheater, 1944/45 drehte er für den nicht fertiggestellten Streifen Wir beide liebten Katharina. Um das Jahr 1950 herum war Vogeler häufiger in Produktionen der DEFA zu sehen, so als Louis Pasteur in dem Film Semmelweis – Retter der Mütter. In späteren Jahren wurde er wiederholt in bundesdeutschen Märchenverfilmungen eingesetzt.
Ab 1949 wirkte Theodor Vogeler darüber hinaus in einigen Hörspielproduktionen des RIAS und des Senders Freies Berlin mit.

## Filmografie
- 1938: In geheimer Mission
- 1939: Johannisfeuer
- 1942: Die Sache mit Styx
- 1942: Rembrandt
- 1942: Fronttheater
- 1942: Meine Frau Teresa
- 1943: Wenn die Sonne wieder scheint
- 1945: Wir beide liebten Katharina
- 1948: Berliner Ballade
- 1949: Das Mädchen Christine
- 1949: Rotation
- 1949: Figaros Hochzeit
- 1950: Der Rat der Götter
- 1950: Semmelweis – Retter der Mütter
- 1950: Die Jungen vom Kranichsee
- 1953: Rotkäppchen
- 1955: Dornröschen
- 1956: Tischlein deck dich
- 1957: Die Gänsemagd
- 1961: Das Paradies von Pont L’Eveque
- 1962: Heute nacht starker Nebel
- 1962: Jeder stirbt für sich allein
- 1964: Der Fall Jakubowski – Rekonstruktion eines Justizirrtums

## Hörspiele
- 1949: Der Kampf mit dem Himmel -Autor: Erich Gühne – Regie: Hanns Korngiebel
- 1949: Die goldenen Tafeln – Autor: Kurt Ihlenfeld – Regie: Hermann Schindler
- 1954: Timon von Athen – Autor: William Shakespeare – Regie: Ludwig Berger
- 1956: Ciske, die Ratte – Autor: Piet Bakker – Regie: Hanns Farenburg
- 1959: Wilhelm Tell – Autor: Friedrich Schiller – Regie: Hans Conrad Fischer
- 1964: Sie werden sterben, Sire – Autor: Leopold  Ahlsen – Regie: Werner Düggelin